# Ovidiu (Stadt)
Ovidiu ist eine Stadt im Kreis Constanța in der Region Dobrudscha (Dobrogea) in Rumänien. 

## Geographische Lage

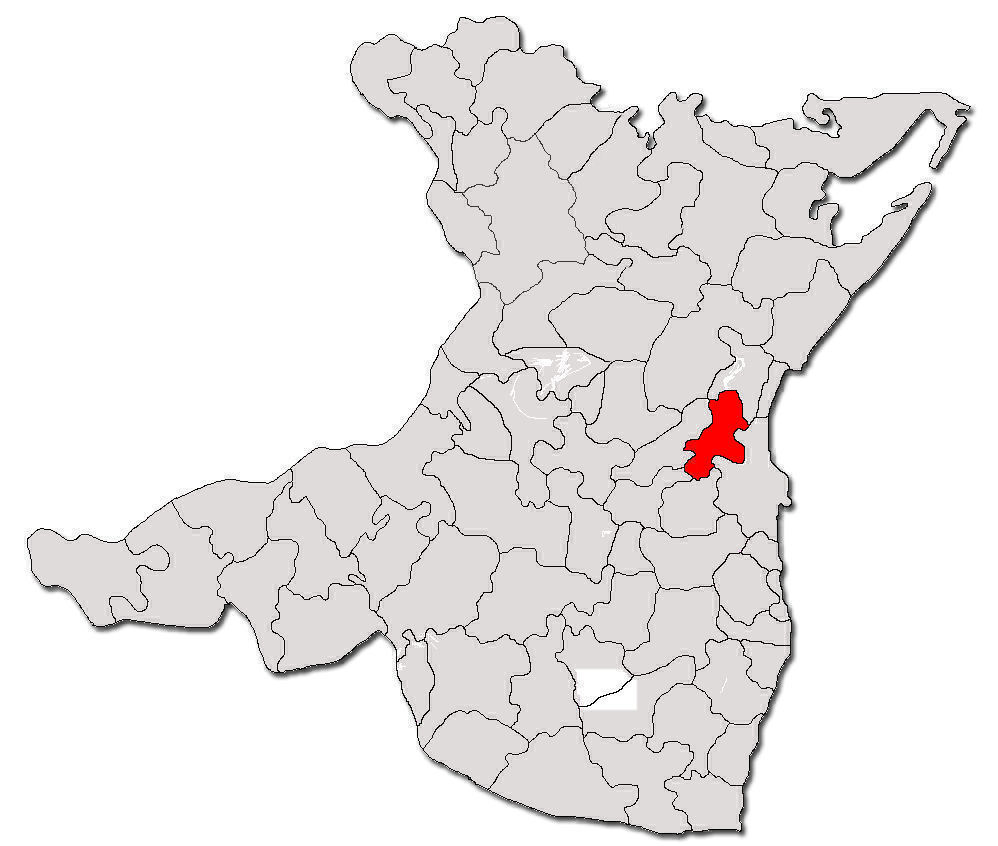
Lage von Ovidiu im Kreis Constanța

Ovidiu liegt unweit der Küste des Schwarzen Meeres an der Lagune Lacul Siutghiol. Das Zentrum der Kreishauptstadt Constanța befindet sich etwa 12 Kilometer südöstlich.

## Geschichte
Der Ort wurde 1650 unter dem Namen Siliște erstmals urkundlich erwähnt. Im Zuge der Kolonisierung durch Türken erhielt er die türkischstämmige Bezeichnung Canara. 1930 – in der Ära Großrumäniens – erfolgte die Umbenennung in Ovidiu nach dem römischen Dichter Ovid, der auf einer Insel der Lagune begraben sein soll. Die wichtigsten Wirtschaftszweige sind die Landwirtschaft, die Bauindustrie, der Steinabbau und der Tourismus.

## Bevölkerung
1902 wurden im Ort 721 Einwohner registriert; davon waren 256 Türken und Tataren, 227 Rumänen, 130 Deutsche, 112 Bulgaren und 31 andere. 2002 lebten in Ovidiu 13.134 Personen, darunter 12.175 Rumänen, 442 Tataren, 357 Türken, 117 Roma, 21 Russen bzw. Lipowaner und 10 Ungarn.

## Verkehr
Die durch Ovidiu führende Bahnstrecke von Constanța nach Năvodari ist derzeit (2008) außer Betrieb. Durch die Stadt verlaufen die Europastraßen 60 und 87. Es bestehen Busverbindungen nach Constanța und Năvodari.

## Sehenswürdigkeiten
- Ovid-Insel
- Siutghiol-Lagune

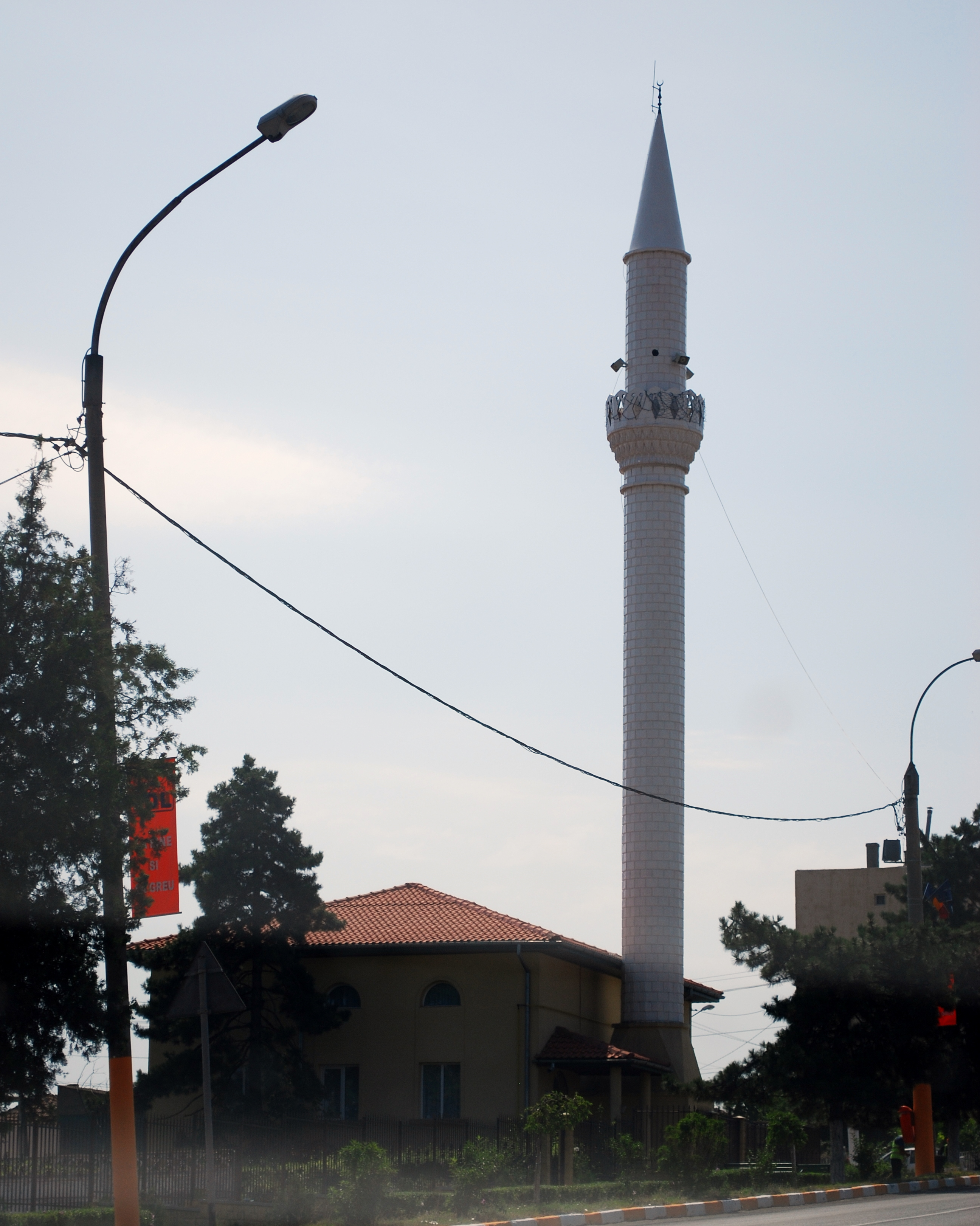
Moschee in Ovidiu
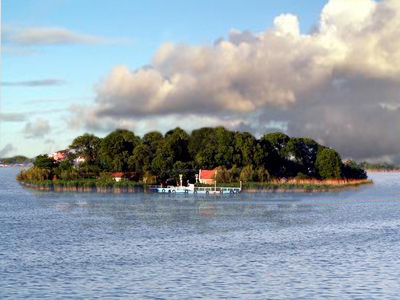
Die Insel Ovidiu
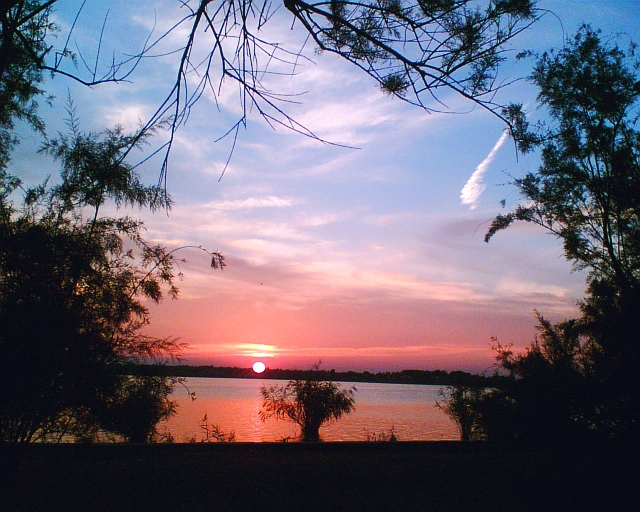
Die Siutghiol-Lagune